# Seefischereigesetz
Das Seefischereigesetz (SeeFischG) ist im deutschen Recht die Grundlage des gewerbsmäßigen Fischfangs auf See, insbesondere in der ausschließlichen Wirtschaftszone von Nord- und Ostsee. Außerdem regelt es Aufgaben und Zuständigkeiten bei der behördlichen Überwachung der Seefischerei.
Neben der Umsetzung von internationalen Abkommen über den Fischfang wird mit dem Seefischereigesetz vor allem den aus der gemeinsamen Fischereipolitik (GFP) hervorgehenden unionsrechtlichen Bestimmungen zur Seefischerei nachgekommen.
Mit der Seefischereiverordnung (SeefiV) vom 18. Juli 1989 (BGBl. I S. 1485) machte der Gesetzgeber von der Ermächtigung in § 2 SeeFischG Gebrauch. Die SeefiV enthält Konkretisierungen und Ausführungsbestimmungen zum SeeFischG. Die SeefiV ersetzte fünf Durchführungsverordnungen, die ursprünglich das dem SeeFischG unmittelbar vorangegangene Seefischerei-Vertragsgesetz 1971 begleitet hatten.
Die Vorschriften des Seefischereigesetzes und der Seefischereiverordnung gelten innerhalb der deutschen ausschließlichen Wirtschaftszone im Wesentlichen auch für Fischereifahrzeuge, die nicht berechtigt sind, die Bundesflagge zu führen.
Die §§ 16–19 SeeFischG definieren zahlreiche Verbots-, Ordnungswidrigkeiten- und Straftatbestände, die mit Bußgeldern von nicht festgelegter Höhe und mit Freiheitsstrafe von bis zu einem Jahr belegt sind.
Vom Regelungshorizont des Seefischereigesetzes zu unterscheiden sind die nach Art. 74 Abs. 1 Nr. 17 GG getroffenen, überwiegend landesrechtlichen Bestimmungen zur Küstenfischerei, welche die allgemeinen Vorgaben des SeeFischG zur Hochsee- und Küstenfischerei nicht unterlaufen dürfen.